# Jadwiga Dębicka
Jadwiga Dębicka, również Debitzka, Stermich-Dębicka, von Debitzka (ur. 24 listopada 1888 we Lwowie, zm. 3 grudnia 1970 w Wiedniu) – polska śpiewaczka operowa, sopran.

## Życiorys
Ukończyła szkołę sióstr Kozłowskich we Lwowie, jako śpiewaczka zadebiutowała w 1907 roku na deskach Opery Lwowskiej rolą Micaëli w Carmen. Dalsze studia muzyczne odbyła u dyrygenta Piotra Stermicha-Valcrociaty, którego poślubiła w 1916 roku. W 1914 roku wystąpiła w roli Małgorzaty w Fauście Charles’a Gounoda w wiedeńskiej Hofoper, następnie otrzymała angaż do Volksoper, gdzie śpiewała w latach 1915–1924. Od 1924 do 1929 roku była solistką Staatsoper w Berlinie, w kolejnych latach występowała tam jeszcze gościnnie. W latach 20. i 30. wielokrotnie przyjeżdżała z występami do Poznania, Krakowa i Lwowa, występowała też na koncertach promocyjnych muzyki polskiej za granicą. Okres II wojny światowej spędziła we Włoszech. W 1940 roku przyjechała do Warszawy, żeby odwiedzić chorą matkę. Od 1950 roku wykładała w Konserwatorium Wiedeńskim.
Śpiewała gościnnie w Paryżu, Amsterdamie, Bazylei, Budapeszcie, Barcelonie, Kopenhadze i Sztokholmie. Do jej popisowych ról należały Cio-Cio-San w Madame Butterfly, Gilda w Rigoletcie, Violetta w Traviacie, Małgorzata w Fauście, Zofia w Kawalerze srebrnej róży. Jej partnerami scenicznymi byli m.in. Beniamino Gigli, Jan Kiepura i Józef Mann.